# Kristian Andersen (politiker)
 For alternative betydninger, se Kristian Andersen. (Se også artikler, som begynder med Kristian Andersen)
Kristian Andersen (født 6. november 1967 i Videbæk) er en dansk politiker som repræsenterer Kristendemokraterne (KD), og tidligere efterskoleforstander. Han har været anden viceborgmester i Ringkøbing-Skjern Kommune siden 1. januar 2022.

## Erhverv
Kristian Andersen er familiekonsulent for Luthersk Mission. Tidligere var han i 20 år forstander for Luthersk Missions efterskole Solgården i Tarm.

## Familie og religion
Kristian Andersen er gift og parret har 4 børn. Familien bor Tarm. Kristian Andersen er kristen og har siden sin ungdom været medlem af Luthersk Mission.

## Byrådskarriere
Kristian Andersen har været medlem af Ringkøbing-Skjern byråd siden 1. januar 2010 idet han opnåede valg ved kommunalvalget 2009. Efter kommunalvalgene i 2013 og 2017 var han tæt på blive borgmester. Ved kommunalvalget i 2017 fik han med 3.618 stemmer flest personlige stemmer i Ringkøbing-Skjern Kommune, og KD gik fra 3 til 6 mandater i byrådet. Ved valget i 2021 fik han igen flest personlige stemmer i kommunen (3.494 stemmer). Her endte konstitueringen med at han blev formand for byrådets børne- og familieudvalg og anden viceborgmester.

## Folketingskandidat
Kristian Andersen har været folketingskandidat for Kristendemokraterne. Ved folketingsvalget 2019 fik han 10.890 personlige stemmer i Vestjyllands Storkreds, hvilket bidrog til at partiet opnåede 17.012 stemmer i storkredsen og kun var 191 stemmer fra at have fået et kredsmandat i Folketinget. Et kredsmandat ville have udløst yderligere 2 tillægsmandater. Andersen meddelte i januar 2022 at han ikke opstiller til næste folketingsvalg, men i stedet vil prioritere lokalpolitik, familie og job.